# Hurnamadi
Hurnamadi – gaun wikas samiti w środkowej części Nepalu w strefie Narajani w dystrykcie Makwanpur. Według nepalskiego spisu powszechnego z 2001 roku liczył on 1263 gospodarstw domowych i 6259 mieszkańców (3151 kobiet i 3108 mężczyzn).